# Una notte al museo 2 - La fuga
Una notte al museo 2 - La fuga (Night at the Museum: Battle of the Smithsonian) è un film del 2009 diretto da Shawn Levy.
Il film, interpretato da Ben Stiller e Amy Adams, sequel del film Una notte al museo, è stato distribuito nelle sale cinematografiche il 22 maggio 2009 negli Stati Uniti d'America e in Italia. Nel 2014 è uscito il suo sequel intitolato Notte al museo - Il segreto del faraone, che vede nuovamente Shawn Levy alla regia e Ben Stiller come protagonista, affiancato da Robin Williams.

## Trama
Sono passati due anni e Larry Dailey ha lasciato il museo di Storia Naturale, dove lavorava come guardiano notturno, ed è entrato nel mondo degli affari, diventando un importante imprenditore con la sua Dailey Devices. Un giorno torna al museo spinto dai ricordi e scopre che tutte le statue di cera saranno imballate e trasferite nell'archivio federale dello Smithsonian museum e sostituite con degli ologrammi interattivi. Gli unici pezzi a non lasciare il museo saranno Teddy Roosevelt, Rex, il faraone Ahkmenrah e la sua tavola magica e alcuni dei personaggi più popolari.
La sera successiva Larry riceve la telefonata di Jedediah, il piccolo cowboy, spaventatissimo: la scimmia cappuccino Dexter, la sera prima, ha rubato la tavola di Ahkmenrah e tutti hanno ripreso vita nello Smithsonian, ma sono tenuti in ostaggio dal malvagio fratello maggiore di Ahkmenrah, Kahmunrah: il museo più grande del mondo ha preso vita.
Larry decide di intrufolarsi negli archivi del museo e incontra il superbo e infantile Kahmunrah: ne conseguono una serie di scontri in cui intervengono, tra gli altri, George Armstrong Custer (che si rivela essere solo un vanitoso) e Amelia Earhart (femminista ante litteram). Durante i vari inseguimenti Custer viene catturato con le altre statue, mentre Larry e Amelia entrano nella foto "Il bacio in Times Square" (in quanto anche i quadri e le foto hanno preso vita e ci si può entrare dentro o interagire con gli elementi in essi raffigurati), nella quale Larry perde il cellulare, che viene raccolto dal marinaio presente nella foto. I due intrappolano all'interno dell'opera le guardie del faraone.
Il perfido Kahmunrah si allea quindi a Ivan il Terribile, Napoleone Bonaparte e Al Capone per poi rapire il piccolo Jedediah, che aveva facilitato la fuga di Ottavio dalla loro prigione, e rinchiuderlo in una clessidra: in questo modo obbliga Larry e Amelia a trovare la combinazione da inserire sulla tavola, con la quale vuole aprire le porte dell'aldilà e scatenarle sul mondo. Grazie all'aiuto di una serie di bobblehead di Einstein, la combinazione viene trovata e vengono aperte le porte dell'aldilà dal quale sopraggiungono dei demoni uccello. Nel frattempo Ottavio ha chiesto l'intervento dell'enorme statua di Abraham Lincoln, la quale spazza via tutti i soldati di Kahmunrah, che in preda al panico fuggono ritornando nell'aldilà. Umiliato, il malvagio faraone aizza i suoi alleati contro Larry, ma fortunatamente per lui sopraggiungono tutti i suoi amici intrappolati, guidati dal generale Custer, inizia così la furiosa Battaglia dello Smithsonian. Larry, approfittando della confusione, si riprende la tavola ma viene fermato da Napoleone, Ivan e Al Capone, ma grazie alla sua astuzia, riesce a farli litigare tra loro ed aggirarli. Subito dopo Larry ingaggia un epico duello finale contro Kahmunrah dove alla fine quest'ultimo ha la peggio venendo infine esiliato nell'aldilà. Manca solo un'ora all'alba: Amelia, che durante la notte si era innamorata di Larry, accetta di non potersi legare a lui, essendo una statua di cera, e vola via verso il Canada: un'ultima avventura, tuttavia si scambiano un ultimo bacio prima di salutarsi. E così tutte le statue del Museo di Storia Naturale vengono riportate a casa sane e salve prima che il sole sorga.
Due mesi dopo, il museo riapre i battenti al pubblico in orario notturno. Larry è tornato ad esserne il guardiano: ha venduto l'azienda e, casualmente, nello stesso periodo un "anonimo benefattore" ha finanziato il museo con la condizione che tutto ritorni come prima, infatti il pubblico ora può visitarlo interagendo con le statue in movimento.
Nella scena durante i titoli di coda, il marinaio della foto "Il bacio in Times Square" sta analizzando il cellulare di Larry, ma è talmente preso dal lavoro che la madre è costretta a sgridarlo perché fa tardi a cena, appellandolo Joey Motorola.

## Personaggi
- Ben Stiller è Larry Dailey: Due anni dopo la fine del primo film, ha abbandonato il mestiere di guardiano notturno del museo di Storia Naturale, ha fondato l'azienda Daley Devices e ha inventato la Torcia Fosforescente assieme ad altri prodotti. Ritorna al museo e scopre che alcuni reperti erano stati spostati negli archivi federali dello Smithsonian museum e a questo punto dovrà vedersela con il malvagio faraone Kahmunrah.
- Robin Williams è Teddy Roosevelt: è il migliore amico di Larry. A differenza delle altre esposizioni, lui rimane al museo di New York insieme alle esposizioni più importanti e non verrà trasferito allo Smithsonian. Più tardi, alla National Gallery of Art dello Smithsonian Institution, Larry lo rivede con le sembianze di un busto. Si mostra molto geloso di scoprire che c'era la sua versione intera al museo di New York perché ha un corpo e un cavallo. Il busto di Teddy dice che avrebbe aiutato a decifrare il codice sulla tavola di Ahkmenrah se Larry gli avesse grattato il naso perché non aveva braccia. Ha aiutato, ma la sua decifrazione era inutile e quando Larry glielo dice, si arrabbia.
- Amy Adams è Amelia Earhart: è la statua di cera della famosa pilota che sorvolò l'Oceano Atlantico. È molto bella, attiva e forte e si mostra subito un valido braccio destro di Larry durante la sua avventura allo Smithsonian.
- Hank Azaria è Kahmunrah: È l'antagonista principale del film. È il fratello del faraone Ahkmenrah e intende usare la magica tavola per aprire la Porta dell'Aldilà oltre che fare fuori tutti gli amici di Larry e diventare il faraone più potente del mondo. Tuttavia è malvagio, belligerante, senza scrupoli, odioso, pazzo e assetato di vendetta e soprattutto di gelosia che prova per Ahkmenrah, poiché veniva considerato benevolmente dai genitori. Alla fine verrà sconfitto definitivamente da Larry nella battaglia finale dello Smithsonian, che lo spingerà attraverso la porta dell'aldilà.
- Owen Wilson è Jedediah Smith: è il principale tritagonista del film. Insieme a molte delle altre esposizioni, viene spedito agli Archivi Smithsonian per essere messo in deposito. Riesce in qualche modo a imparare a usare il telefono e chiama Larry, chiedendo aiuto quando Kahmunrah e le sue guardie iniziano ad attaccare i reperti nello Smithsonian, cercando di ottenere la Tavola di Ahkmenrah. Viene quindi intrappolato in una clessidra da Kahmunrah quando cerca di aiutare Larry, e il cattivo faraone usa il suo rilascio come parte di un patto con Larry. Tuttavia, il generale romano Ottavio, suo vecchio nemico nel primo film della trilogia, lo libera durante la battaglia dello Smithsonian, e i due combattono gli eserciti di Kahmunrah. Quando scoprono di aver vinto la battaglia, si abbracciano. Alla fine del film, viene visto pilotare un aereo in miniatura con Ottavio come passeggero, essendo i due diventati ormai molto amici.
- Steve Coogan è Gaio Ottavio: il generale romano intraprende una missione di salvataggio per liberare l'amico cowboy Jedediah, che è stato messo in una clessidra da Kahmunrah. Dopo aver ottenuto l'aiuto della statua di Abraham Lincoln, cavalca uno scoiattolo con cui aveva combattuto in precedenza per andare a prendere le altre mostre, che hanno formato un esercito. È Ottavio a liberare Jedediah dalla clessidra, rompendone il vetro con il suo elmo. Poi combattono insieme contro gli uomini di Kahmunrah, Al Capone, Ivan il Terribile e Napoleone Bonaparte. Quando sentono che hanno vinto la battaglia, abbraccia l'amico cowboy con aria vittoriosa. I due sono diventati ormai molto amici.
- Mizuo Peck è Sacagawea: A causa del suo trasferimento presso gli archivi federali dello Smithsonian, è costretta a separarsi dal suo amato Teddy Roosevelt ma alla fine della battaglia finale torna a casa assieme alle vecchie esposizioni e rivede il presidente.
- Patrick Gallagher è Attila: ha un ruolo minore rispetto al primo film. Tuttavia parteciperà alla battaglia finale.
- Christopher Guest è Ivan il Terribile: è l'antagonista secondario del film. Ricopre il ruolo di scagnozzo del faraone Kahmunrah. Parla sempre con un tono solenne e con un forte accento russo. Alla fine verrà sconfitto dagli alleati di Larry. Ha come esercito dei cavalieri in armatura.
- Alain Chabat è Napoleone Bonaparte: è l'antagonista terziario del film. È accompagnato dal suo esercito ed è sempre suscettibile ma anche stuzzicante dalla forte cadenza francese oltre ad essere fedele a Kahmunrah. Alla fine verrà sconfitto dagli alleati di Larry.
- Jon Bernthal è Al Capone: è l'antagonista quaternario del film. È rappresentato in bianco e nero e il linguaggio che usa è caratterizzato con qualche parola in dialetto siciliano. Alla fine verrà sconfitto dagli alleati di Larry.
- Bill Hader è il Generale Custer: È comico, sveglio, vanitoso e quasi sempre allegro. Gli unici difetti che ha sono che non riesce a pronunciare il nome di Sacagawea e che in un primo tempo si mostra fifone prima di combattere nella battaglia finale e maldestro (da come lo si vede quando sbatte la testa contro un ostacolo mentre Larry fugge dai soldati di Kahmunrah). Guida il sidecar.
- Jonah Hill è Brandòn: è uno dei guardiani notturni dello Smithsonian. All'inizio non va molto d'accordo con Larry, ma dopo una comica lotta, i due fanno pace e riescono a chiarirsi. Viene da Napoli e ogni tanto pronuncia qualche parola in dialetto napoletano.
- Ricky Gervais è il Dottor McPhee: il direttore del museo di Storia Naturale di New York già apparso nel primo film. È quasi sempre isterico e agitato.

### Personaggi storici
- Theodore "Teddy" Roosevelt
- Jedediah Smith
- Gaio Ottavio
- Attila
- Sacagawea
- Amelia Earhart
- George Armstrong Custer
- Al Capone
- Napoleone Bonaparte
- Ivan il terribile
- Fratelli Wright
- Albert Einstein
- Abraham Lincoln
- Cristoforo Colombo

### Esposizioni
- T-rex (scheletro)
- Pteranodonte
- Mammut lanoso
- Smilodonte (scheletro)
- Uomini di Neanderthal
- Piovra
- Moai
- Cavalieri
- Soldati di Napoleone Bonaparte
- Canguri
- Pinguini minori blu
- Giraffe
- Zebra
- Ghepardo
- Ippopotamo
- Cebo cappuccino
- Modelli di aeroplano
- Astronauta
- Oscar the Grouch (comparsa)
- Cookie Monster (cameo)
- Dart Fener (comparsa)

### Opere d'arte
- Piccola danzatrice di quattordici anni
- Putti (statue)
- Crying Girl di Roy Lichtenstein
- Il Pensatore di Auguste Rodin
- American Gothic di Grant Wood
- Balloon Dog di Jeff Koons

## Produzione
Sull'onda del successo ricavato con Una notte al museo, gli sceneggiatori Ben Garant e Thomas Lennon hanno scritto un seguito intitolato Another Night at the Museum. I due, diedero questa premessa «Ogni personaggio tornerà per continuare la storia, e saranno inserite nuove figure».
Il film è stato poi rinominato in Night at the Museum 2: Escape from the Smithsonian per poi essere cambiato nuovamente in Battle of the Smithsonian. La data di uscita, il 22 maggio 2009, è stata decisa in quanto coincide col "Memorial Day Weekend".
Il Washington Post ha rivelato che per utilizzare il nome dello Smithsonian la 20th Century Fox ha dovuto pagare 550.000 $ all'istituto.
La maggior parte delle scene è stata filmata negli edifici della Smithsonian Institution a Washington, altre sequenze sono state riprese negli appositi set costruiti ai Vancouver Studios. La notte del 21 maggio è stata filmata un'importante scena al Lincoln Memorial.

## Distribuzione

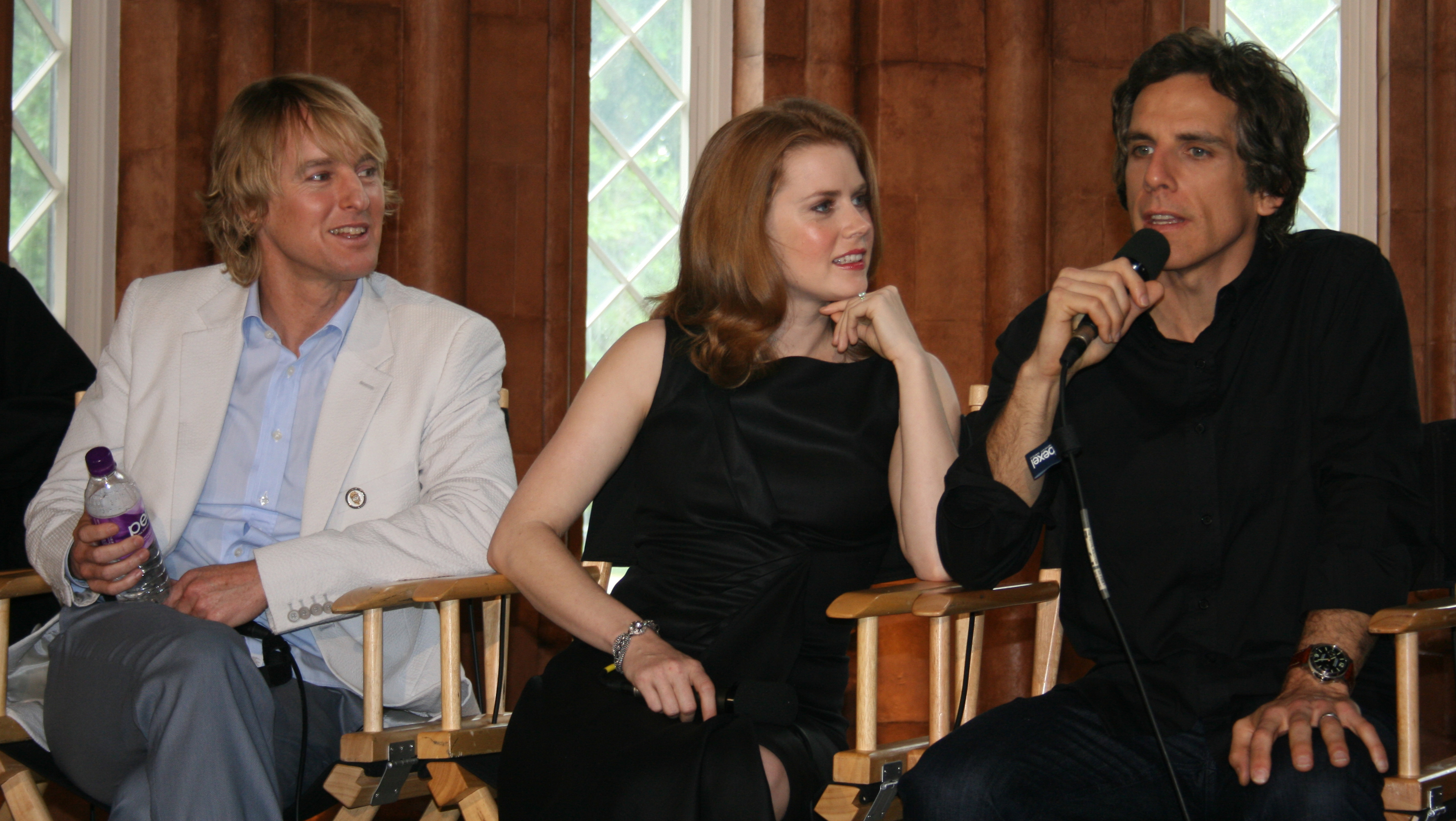
Da sinistra a destra: Owen Wilson, Amy Adams e Ben Stiller alla presentazione del film (2009)

L'uscita del film era inizialmente prevista nell'inverno del 2008, ma a causa dello sciopero degli sceneggiatori a Hollywood la data fu posticipata al 2009.
Il film è uscito nelle sale cinematografiche statunitensi e italiane il 22 maggio 2009.

### Edizione italiana
L'edizione italiana, curata da Filippo Ascione ai dialoghi e Fiamma Izzo alla direzione, è caratterizzata da moltissimi cambiamenti rispetto alla versione originale, come, ad esempio, i riferimenti a Totti e Cinecittà da parte di Ottavio, totalmente assenti in originale, la guardia Brandon che diventa, nella versione italiana, napoletano (con tutti i riferimenti al dialetto partenopeo, alla squadra del Napoli, a Diego Maradona… del caso), oppure un intero monologo di Napoleone a Larry su quello che crede essere un rapporto di amicizia-amore tra Daley e Amelia Earhart, sostituito in italiano da un discorso da parte di Bonaparte che racconta a Larry che Silvio Berlusconi (si evince si tratti dell'allora premier italiano per diversi chiari riferimenti, come il fatto che cantasse sulle navi, che fosse molto ironico e il termine, usato da Napoleone "mi consenta", spesso usato da Berlusconi) è un suo discendente, la scena in cui Kamunrah chiede a Larry in che lingua parli, e dopo aver nominato inglese e francese chiede, parlando in italiano, se parlasse la lingua italiana…
Rispetto al precedente capitolo Ottaviano e Sacagawea cambiano voce, il primo passa da Paolo Buglioni a Massimo Corvo, la seconda da Gilberta Crispino a Claudia Cirilli. Gli altri personaggi vedono invece il ritorno delle voci del primo film e si aggiungono a loro Ilaria Latini, Pino Insegno, Stefano Crescentini, Teo Bellia, Paolo Marchese e Franco Mannella nei nuovi ruoli di Amelia Earhart, Kamunrah, Custer, Al Capone, Ivan il terribile e Napoleone.

## Accoglienza

### Incassi
In Italia la pellicola ha guadagnato 6930000 €, mentre in Nord America ha totalizzato 177243721 $, per incassare mondialmente la cifra di 413 106 170 $.

### Critica
Come il predecessore, il film è stato accolto da recensioni miste da parte della critica. Sul sito Rotten Tomatoes ottiene il 44% delle recensioni professionali positive, basata su 168 recensioni, con una media voto del 5.1/10. Su Metacritic ottiene 42/100, basato su 31 recensioni.

## Riconoscimenti
- 2010 - MTV Movie Award
  - Nomination Miglior performance comica a Ben Stiller

- 2010 - People's Choice Award
  - Nomination Miglior film per la famiglia

- 2009 - Teen Choice Awards
  - Miglior film commedia
  - Nomination Miglior attore in un film commedia a Ben Stiller
  - Nomination Miglior attrice in un film commedia a Amy Adams
  - Nomination Miglior cattivo a Hank Azaria

- 2009 - Visual Effects Society
  - Nomination Migliori modelli e miniature (per la fuga dal National Air and Space Museum) a Robert Chapin, Tony Chen, Forest P. Fischer e Ian Hunter

- 2010 - ASCAP Award
  - Miglior colonna sonora a Alan Silvestri

- 2010 - Young Artist Award
  - Nomination Miglior attore giovane non protagonista a Jake Cherry

- 2009 - Alliance of Women Film Journalists
  - Nomination Sequel che non si sarebbe dovuto realizzare

- 2010 - Leo Awards
  - Nomination Miglior stunt per un film drammatico a J.J. Makaro

## Sequel
Negli Stati Uniti è uscito il 19 dicembre 2014 con il titolo Night at the Museum: Secret of the Tomb mentre in Italia il 28 gennaio 2015 con il titolo Notte al museo - Il segreto del faraone.